# Контидис, Павлос
Павлос Контидис (греч. Παύλος Κοντίδης; род. 11 февраля 1990, Лимасол, Лимасол) — кипрский яхтсмен, выступающий в классе гоночных яхт «Лазер», первый и единственный в истории страны призёр Олимпийских игр.
Павлос Контидис родился в 1990 году в Лимасоле. В 2008 году он завоевал золотую медаль Чемпионата мира среди юниоров и принял участие в Олимпийских играх в Пекине, но там был лишь 13-м. В 2009 году он выиграл две серебряные медали Кубка мира и бронзовую — Паневропейского чемпионата среди мужчин. В 2012 году на Олимпийских играх в Лондоне Павлос Контидис завоевал серебряную медаль — первую и единственную на данный момент (2022 год) олимпийскую награду в истории Кипра.

## Статистика
| Соревнование/Год                   | 2008 | 2011 | 2012 |
| ---------------------------------- | ---- | ---- | ---- |
| Летние Олимпийские игры            | 13   | -    | 2    |
| Чемпионат мира по парусному спорту | -    | 10   | -    |